# Borrasca Filomena
La borrasca Filomena fou una borrasca profunda europea nomenada per la Agència Estatal de Meteorologia (AEMET) espanyola i la sisena borrasca nomenada pel Grup Sud-oest europeu pertanyent a la temporada 2020-2021 de borrasques profundes europees.
Filomena es va presentar com un front càlid al centre de l'Atlàntic nord, però desplaçant-se cap a l'est, en direcció a la península Ibèrica i les Balears. L'AEMET va emetre el 5 de gener de 2021 un avís per temporal de vent, mar i pluges a les Canàries, Ceuta i sud d'Andalusia així com de nevades copioses en àmplies zones de l'interior peninsular, fins i tot en cotes relativament baixes. Aquestes nevades serien causades per la interacció de l'aire càlid i humit del front amb una massa d'aire molt més freda present a la península Ibèrica.
L'AEMET va emetre avisos vermells en diverses províncies de l'interior.
Sis persones van morir per efecte de la borrasca, dos homes sense llar a causa del fred a Barcelona i un a Madrid, un home sepultat per la neu a Zarzalejo i dues persones a Málaga en ser arrossegades per la crescuda del riu Fuengirola.
El 19 de gener de 2021 el govern de l'estat va aprovar la declaració de Zona afectada greument per una emergència en Andalusia, Madrid, Castella-la Manxa, Madrid, Castella i Lleó , Astúries, Aragó, La Rioja i Navarra, contemplant ajuts exempts del pagament de l'IRPF en la reparació de danys en habitatges, negocis o instal·lacions públiques perquè la recuperació no pateixi demores, i ajuts per mort o incapacitat.

## Efectes a Catalunya
El principal impacte de la borrasca Filomena a Catalunya, el fenomen meteorològic de més impacte des del temporal Gloria de 2020 va ser la nevada més important des de la de 2010, que va deixar gruixos de fins a 60 cm al Priorat i a l'interior de les Terres de l'Ebre, i més de 30 cm de neu a partir de la cota 800 o 1.000 m al Montseny, les Guilleries i alguns punts del vessant sud del Pirineu i al Prepirineu, on puntualment es va acumular més de mig metre de neu nova.
La nevada va provocar la mort de dos homes sense llar a causa del fred a Barcelona i va afectar de manera important el conreu d'olivera, que no va poder suportar el pes de la neu acumulada, amb 46.000 hectàrees afectades a les Garrigues, el Segrià, l’Urgell, la Terra Alta, la Ribera d’Ebre i el Priorat.